# Leucospis brasiliensis
Leucospis brasiliensis is een vliesvleugelig insect uit de familie Leucospidae. De wetenschappelijke naam is voor het eerst geldig gepubliceerd in 1974 door Boucek. Het insect komt in de Braziliaanse staten Rio Grande do Sul en Santa Catarina voor.